# Keith Abbott
Keith Abbott (geboren 1944 in Tacoma, Washington) ist ein US-amerikanischer Schriftsteller. 

## Leben
Keith Abbott wuchs auf dem Land außerhalb Tacomas auf und besuchte dort die Schule. Er studierte ohne Abschluss an der University of Washington in Seattle und dealte mit Drogen. Er zog nach San Francisco und wurde Teil der literarischen Szene. Er schlug sich in verschiedenen Tätigkeiten durch und schnorrte bei den Wohlhabenden. Er freundete sich mit Richard Brautigan an, über den er 1989 ein Buch schrieb.
Abbott zog dann mit Frau und Kind in das ruhigere Monterey. In den  1990er Jahren unterrichtete er Kreatives Schreiben im buddhistischen Naropa Institute in Boulder (Colorado) in der „Jack Kerouac School of Disembodied Poetics“, die von Allen Ginsberg und Anne Waldman gegründet worden war. 
Seine Artikel und Kritiken erschienen unter anderem im Rolling Stone, San Francisco Chronicle und in der Los Angeles Times. Er schrieb Romane, Kurzgeschichten, Theaterstücke und  Gedichte, die vorwiegend in Kleinverlagen erschienen, die aus der Untergrundpresse der 1968er Jahre hervorgegangen waren.

## Werke (Auswahl)
- The closet: A verse drama in one act. Davis [CA]: Blue Suede Shoes, 1972
- Erase words. Gedichte. Berkeley, Calif.: Blue Wind Press, 1977
- Rhino Ritz: An American mystery with Ernest Hemingway, Gertrude Stein, Alice B. Toklas & F. Scott Fitzgerald. Berkeley: Blue Wind Press, 1979
  - Rhino Ritz. Ein amerikanischer Detektivroman mit Ernest Hemingway, Gertrude Stein & Freunden. Übersetzung Günter Ohnemus. Köln: Palmenpresse, 1992
- Harum-scarum. Saint Paul, Minn.: Coffee House Press, 1984
  - Harum Scarum, „verschollen im Harem“. Stories. Übersetzung Günter Ohnemus. Augsburg: Maro, 1989
- Mordecai of Monterey: A novel. Berkeley: City Miner Books, 1985
- Racer. Übersetzung Günter Ohnemus. Augsburg: Maro, 1987
- The first thing coming: Short stories. Minneapolis: Coffee House Press, 1987 
  - Totale Überraschung. Ein Roman in Kurzgeschichten. Übersetzung Günter Ohnemus. Köln: Palmenpresse, 1993
- Downstream from trout fishing in America: A memoir of Richard Brautigan. Vermillion, SD: Astrophil Press, 2015 (1989)
- The French girl: Stories. Boulder, Colo.: Rodent Press, 1996
- Life and rhymes of Pusscat Grimes. Saltash: Keith Abbott Publications, 2000